# 鹿児島市内の通り
鹿児島市内の通り（かごしましないのとおり）は、鹿児島中央駅を起点に市が策定した戦災復興計画で1962年までに建設された幅広の道路が放射状に延びており、その周辺の中心市街地は基本的には碁盤の目状に街区が整備されている。この記事では鹿児島県鹿児島市内の市街地における愛称がついている主な通りの一覧を示す。

## 国道
- 薩摩（鹿児島）街道
- 中之平通り

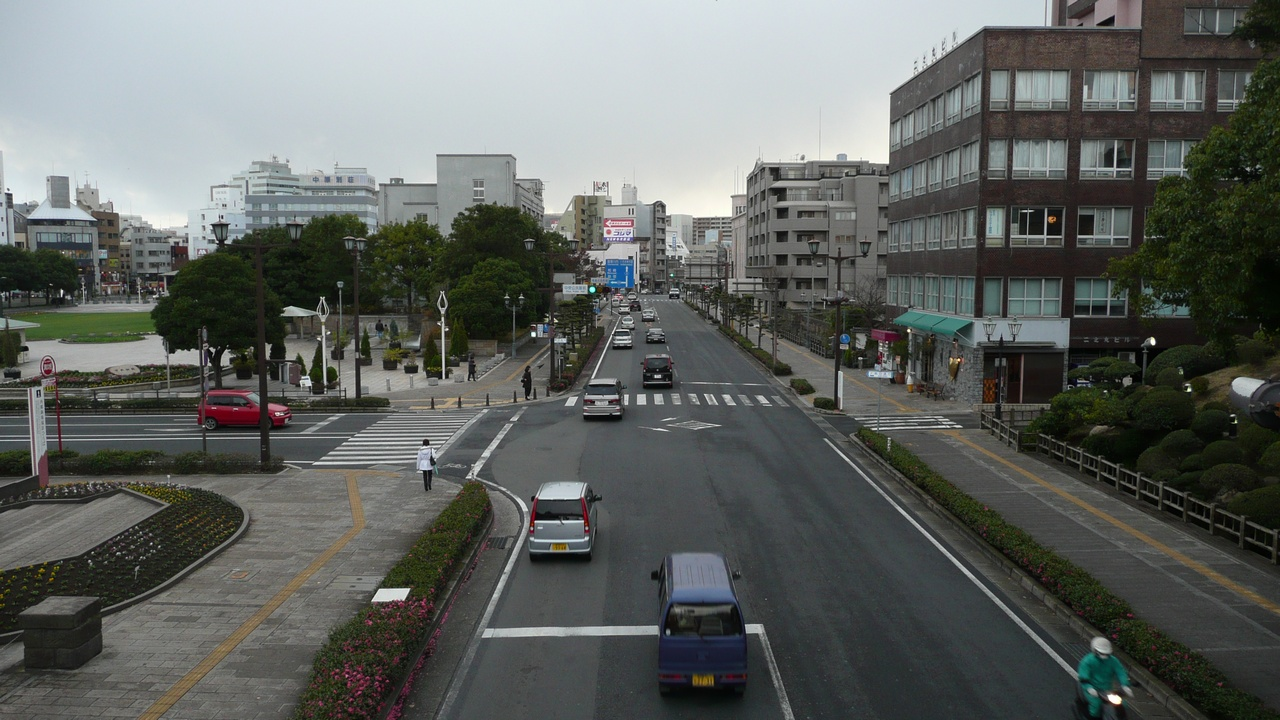
歴史と文化の道（国道10号）

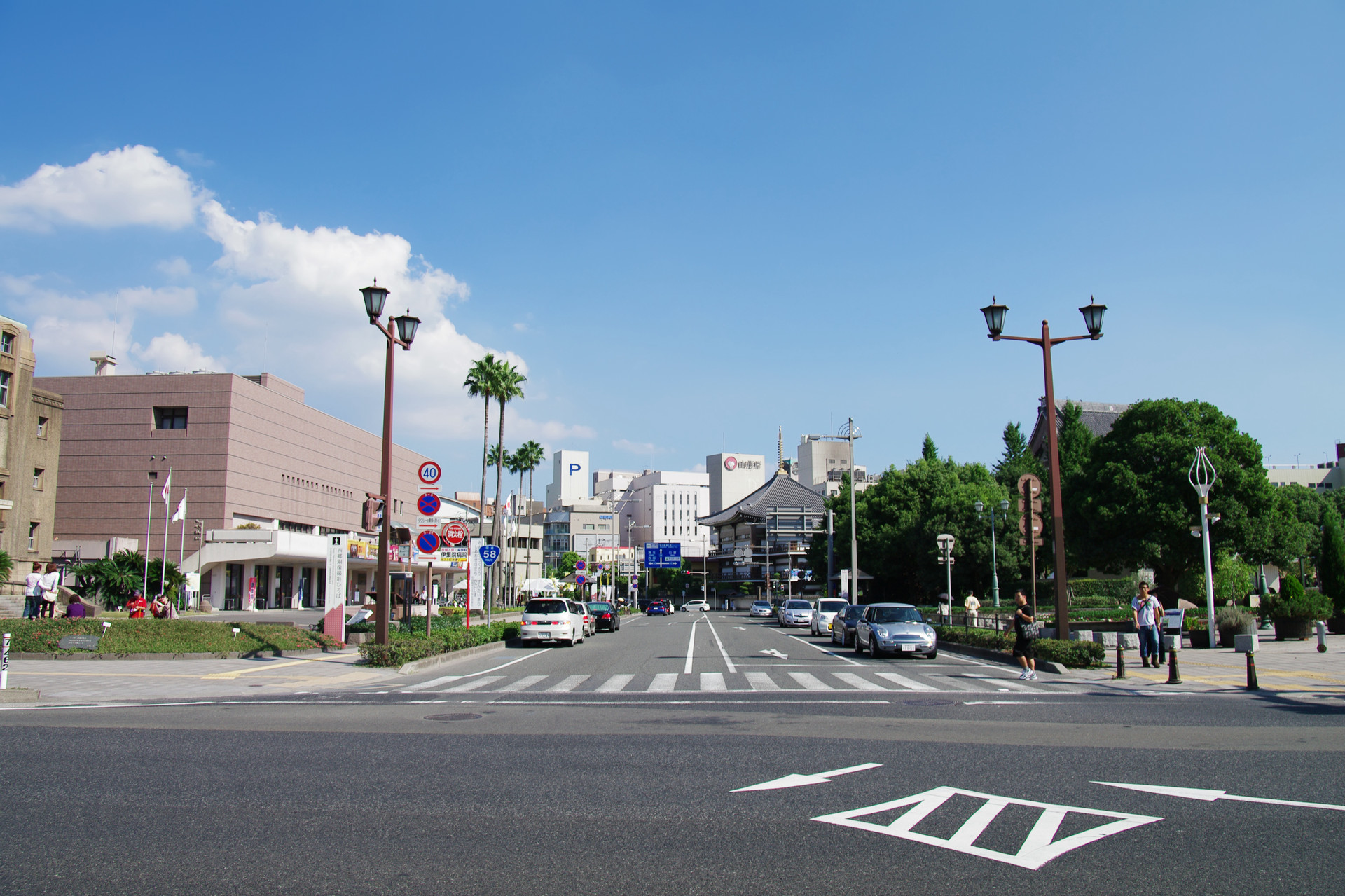
朝日通り（国道58号）

- 伊敷街道：鹿児島街道又は薩摩街道とも表記されている。
- 歴史と文化の道：照国神社前～城山入口。
- 磯街道
- 照国通り
- 呉服町通り
- 松原本通り
- がんがら橋通り
- 谷山街道
- 朝日通り：西郷銅像前から鹿児島港までで一旦、道が途切れる。

## 県道
- いづろ通り
- 天文館電車通り
- 高見馬場通り
- 都通り
- 山之口電車通り
- 騎射場通り：騎射場（きしゃば）は、鹿児島大学の学生街であり天文館に次ぐ歓楽街がある。
- 加治屋町通り
- 千石馬場通り：薩摩藩時代は参勤交代の通り道の一つであった。
- 西田橋通り
- 竪馬場通り：沿道は鹿児島最古の市街地といわれる。

## 市道

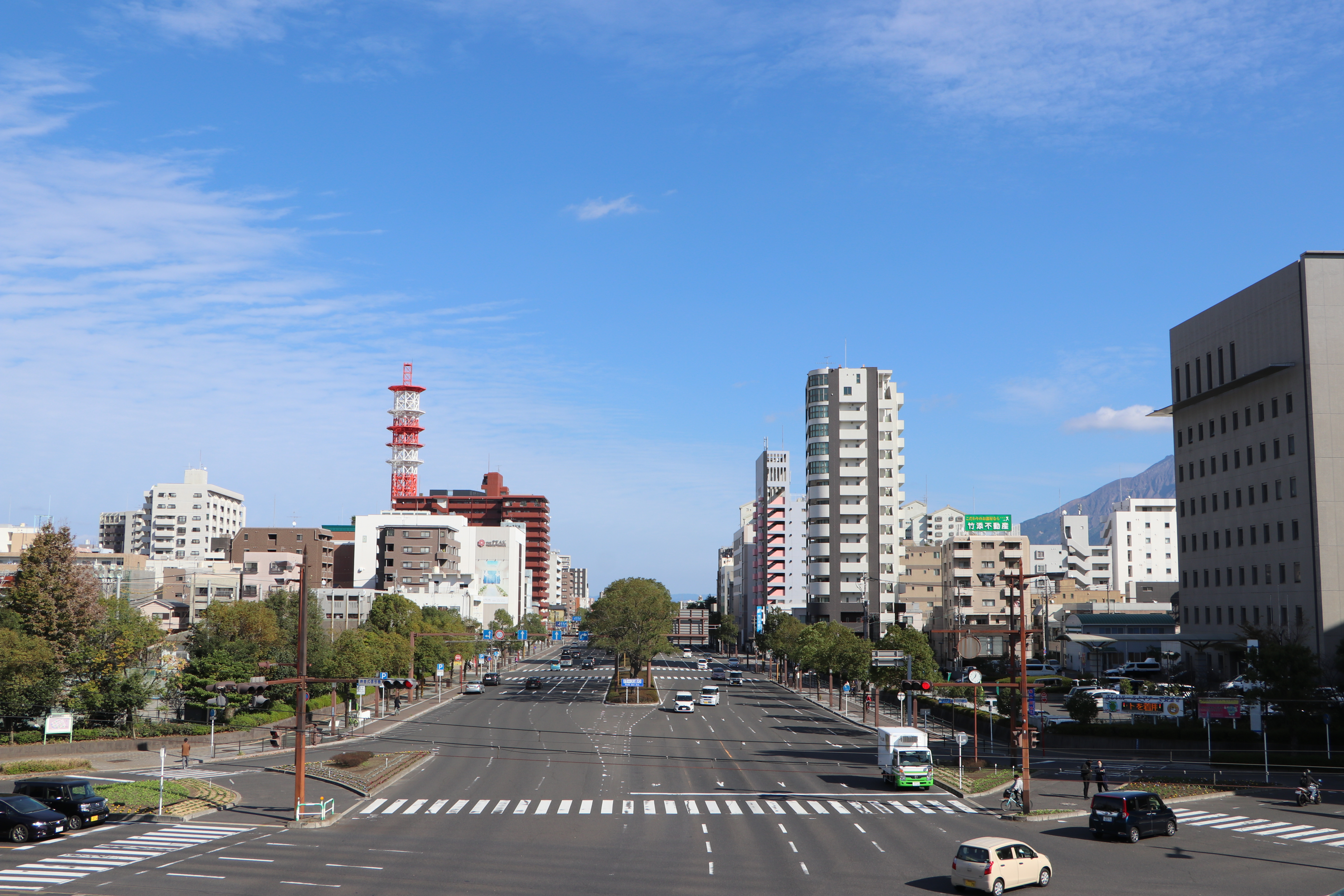
パース通り

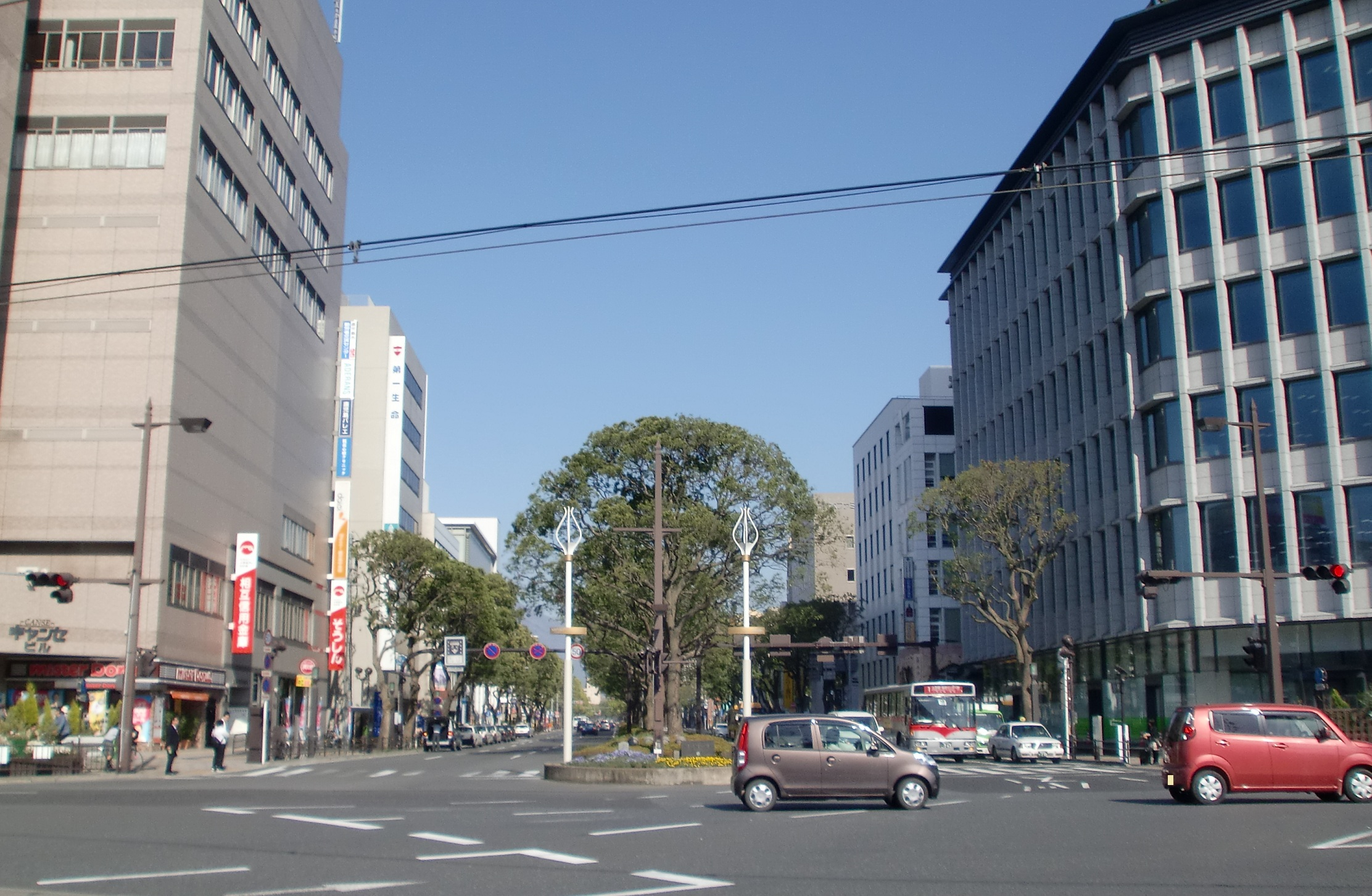
ナポリ通り

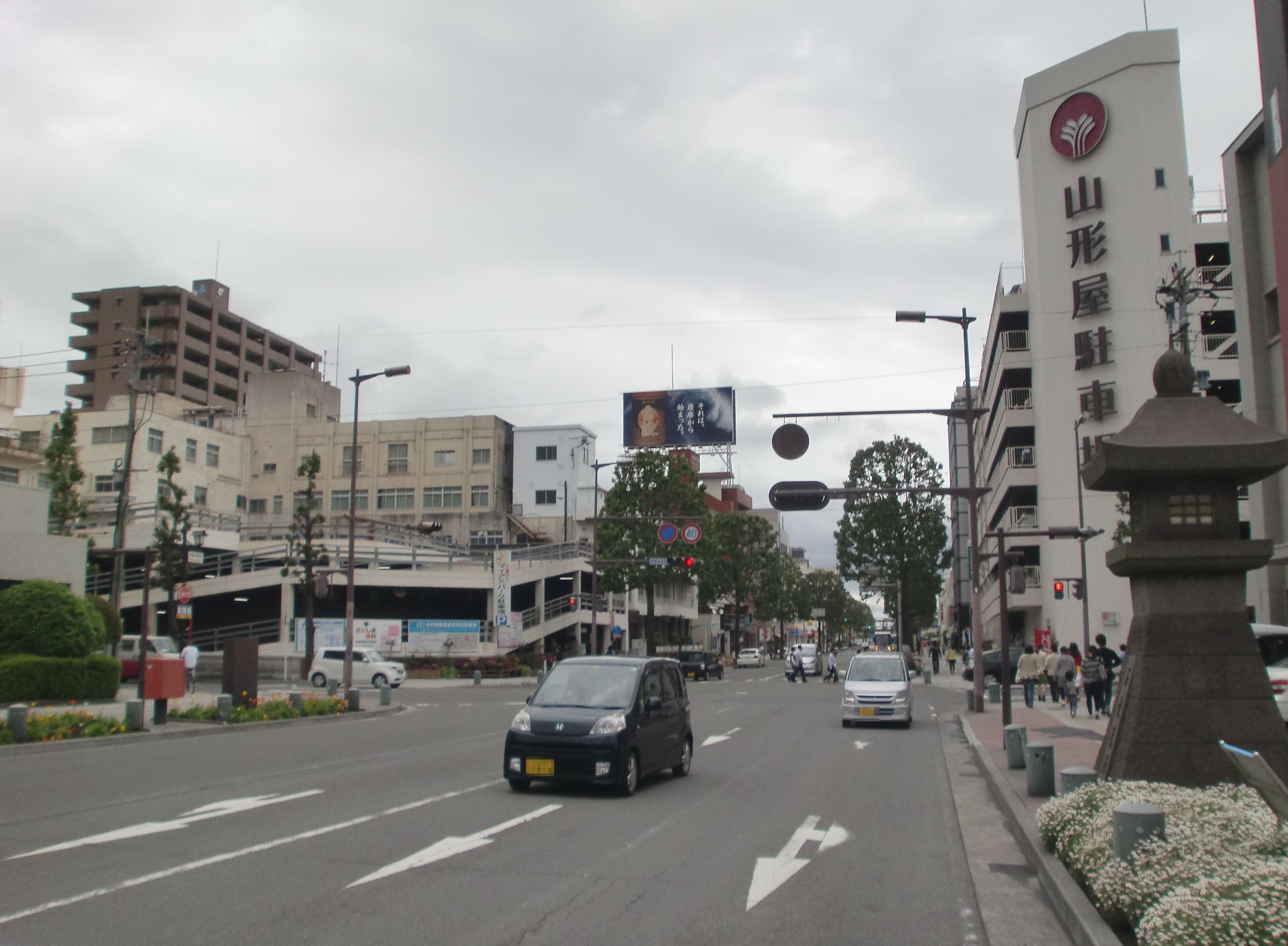
マイアミ通り

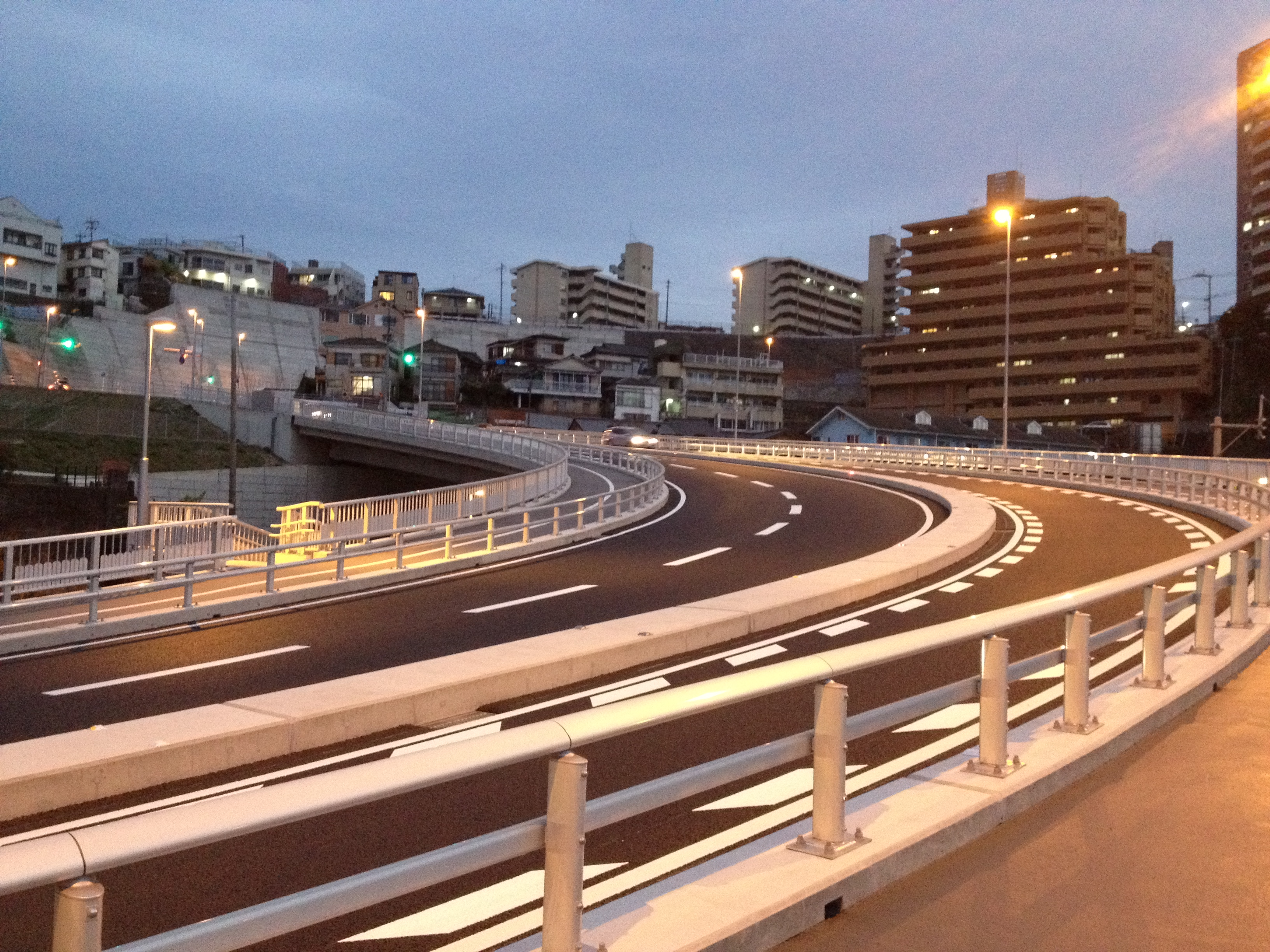
高麗通線（唐湊四丁目）

- みなと大通り：鹿児島市役所前、道路幅員は50mである。4車線道路はカラーブロックで美しく舗装され、中央分離帯にはオブジェやベンチが置かれ遊歩道になっている。通年を通し日没後はライトアップの名所であり、冬場は街路樹木を飾るイルミネーションの名所でもある。通りの終末は鹿児島港の本港区である。
- マイアミ通り：いづろ交差点から通りの終末はドルフィンポートとNHK鹿児島放送局。
- 山之口本通り
- 文化通り
- 二官通り
- 天神馬場通り：一部はアーケード街で日中は車輌乗入禁止。
- ボサド通り
- ナポリ通り：50m道路
- パース通り：38m道路、2007年より中央分離帯の楠が日没後ライトアップされる。
- 城南大道り：38m道路
- 大門口通り：38m道路、国道225号へ接続。
- 柿本寺通り：国道3号にダイレクトに接続する。
- みゆき通り：国道3号、柿本寺通りにダイレクトに接続する。
- 甲南通り：25m道路
- 高麗本通り（高麗通線）：国道3号、柿本寺通り、みゆき通りにダイレクトに接続する。
- 城南大通り：25m道路
- 平田橋通り：平田橋を渡ると国道3号並びに国道10号へダイレクトに接続する。
- 城西通り：全線に亘りほぼ20m道路。
- 西田本通り
- 玉江橋通り
- 玉里通り
- 紫原本通り
- 黄金通り：こがねどおり鹿児島中央駅の東口の道路
- ぞうさんの鼻通り：鹿児島中央駅西口のメインストリート。
- あけぼの通り
- 中洲通り：25m道路、武岡トンネルを通じて鹿児島インターチェンジに接続する。
- みずほ通り：片側1車線道路、東西に鹿児島市立病院まで
- 清滝通り
- 桜島桟橋通り：通りの終末は桜島フェリーターミナル。